# Виконт дьо Бражелон
„Виконт дьо Бражелон“ (на фр. Le Vicomte de Bragelonne) е последният том от трилогията за мускетарите на Александър Дюма - баща – продължение на романите Тримата мускетари и Двадесет години по-късно. Публикуван е за пръв път през 1847 г. в списание „Векът“, а в следващите години (до 1850) Дюма дописва историята.
Романът описва двора на Луи XIV и предлага една романтична версия за загадката около Желязната маска. Действието се развива между 1660 и 1673 г. Тонът в цялата книга е някак тъжен и всичко сякаш вещае близкия край. Героите от първия роман са остарели и всички с изключение на Арамис умират трагично – Портос загива в битка; Раул, виконт дьо Бражелон, е убит в почти самоубийствена мисия след като неговата годеница Луиза дьо Ла Валиер става любовница на краля; Атос, неговият баща, умира от скръб по него; Д'Артанян, току-що провъзгласен за маршал, е застигнат от гюле на бойното поле и маршалският му жезъл се оказва твърде закъсняла награда за неговата смелост и лоялност. Остава единствен Арамис, но той вече не е същият – в този свят на интриги той става все по-влиятелен, но е забравил старите идеали.